# Auggen
Auggen est une commune d'Allemagne située au sud-est du Bade-Wurtemberg, à proximité de la frontière franco-allemande.

## Histoire
Auggen fut évoqué pour la première fois en 752 sous le nom d'Anghom. Ceci en fait une des plus anciennes communes du "Markgräfler Land". En 1036 la commune est nommée Ougheim. En 1727 un important incendie a détruit une grande partie de la partie basse du village.

## Économie
Auggen est réputé pour ses vins de qualité. La coopérative viticole d'Auggen cultive la plus grande partie du vignoble de la commune.

## Jumelage
- Châteauneuf-du-Pape (France) depuis 1978
- Schellerhau (Allemagne)